# Altefähr
Das Seebad Altefähr ist eine Gemeinde in Mecklenburg-Vorpommern auf der Insel Rügen. Die Gemeinde wird vom Amt West-Rügen mit Sitz in der Gemeinde Samtens verwaltet. Altefähr ist seit 2016 als staatliches Seebad anerkannt.

## Geografie

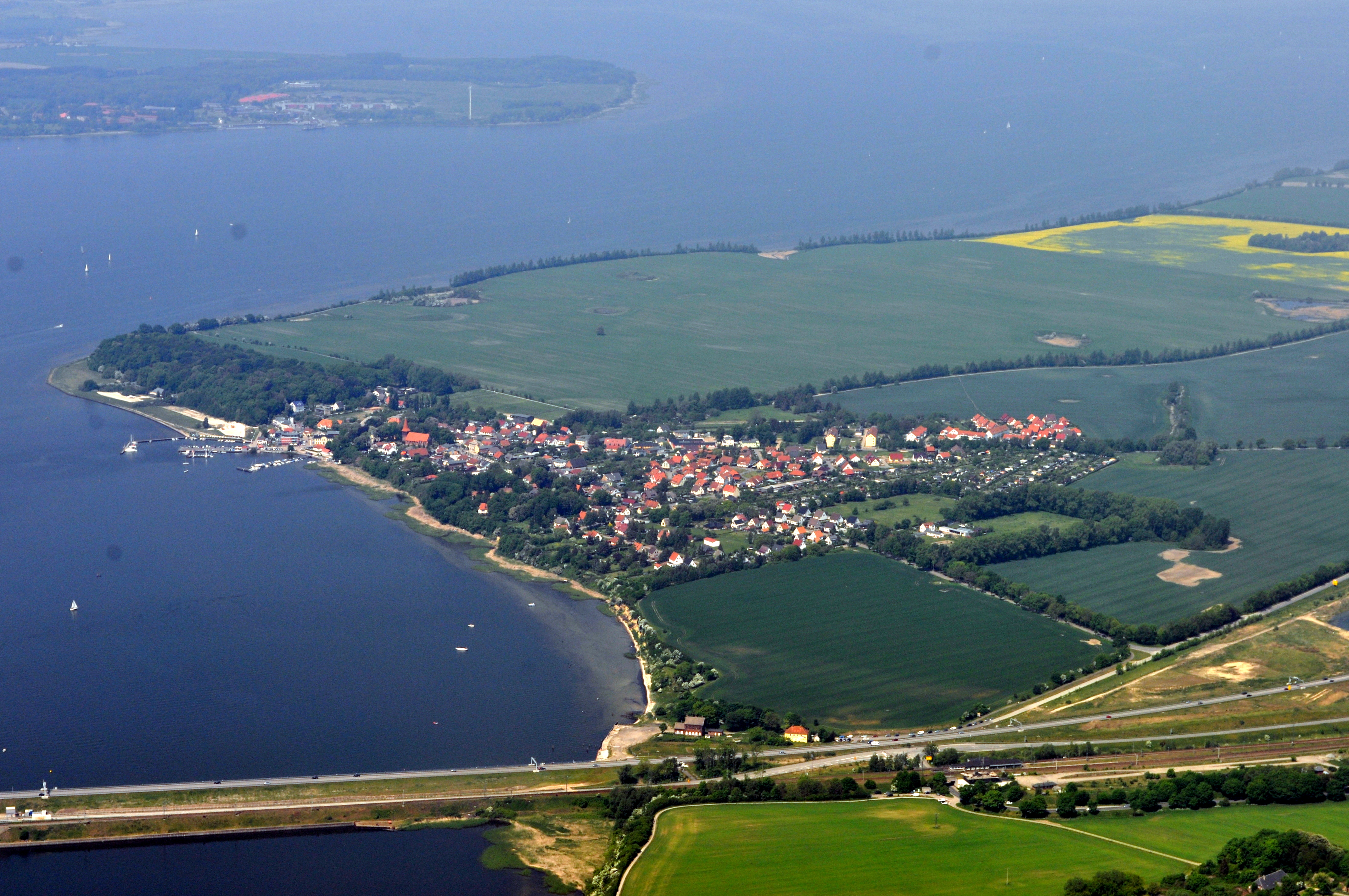
Altefähr aus der Luft (2011)

Die Gemeinde Seebad Altefähr befindet sich am Stralsund gegenüberliegenden Ufer des Strelasundes, der die Insel Rügen vom vorpommerschen Festland trennt. Sie wird daher auch von Einheimischen das „Tor von Rügen“ genannt. Die Gemeinde ist durch den Rügendamm und durch die 2007 erbaute Rügenbrücke mit Stralsund verbunden.

## Gemeindegliederung
Zur Gemeinde Seebad Altefähr gehören neben Altefähr die Ortsteile Barnkevitz, Grahlerfähre, Grahlhof, Groß Bandelvitz, Gustrowerhöfen, Jarkvitz, Klein Bandelvitz, Kransdorf, Papenhagen, Poppelvitz, Scharpitz und Schlavitz.

## Geschichte

Befestigung von Altefähr 1759

Alte Schanze von Altefähr 1759 und 1812 (in MTB 1880)

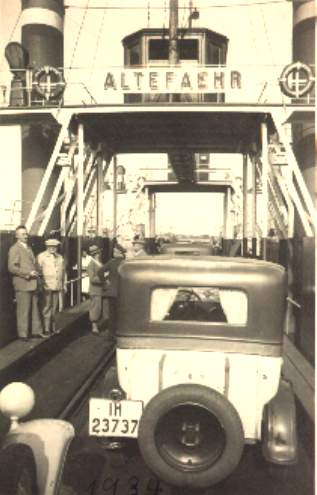
Fähre Altefähr (1925)

Altefähr hat vermutlich seit 1200 als Fährhafen gedient. Die erste indirekte Erwähnung des Ortes findet sich in der zweiten Stadtrechtsverleihungsurkunde für Stralsund von 1240. Der neuen Stadt wurde das Gelände des alten Fährdorfes auf dem Festland übereignet, was die Existenz eines Fähranlegers auf der Inselseite voraussetzt. Die Fährverbindung zwischen Stralsund und Altefähr war die wichtigste für ganz Rügen. Im Protokoll des schwedischen Landmessers von 1695 werden 12 große und 8 kleine Boote aufgezählt sowie erwähnt, dass es die einzige Fähre sei, mit der man Pferde und anderes Großvieh transportieren darf. 1854 kaufte Altefähr die Fähre von der Stadt Stralsund. Am Ende des 19. Jahrhunderts erreichte die Fähre zwischen Rügen und Stralsund ihre höchste Auslastung; hauptsächlich wurden landwirtschaftliche Produkte transportiert.
Der Ort war bis 1325 Teil des Fürstentums Rügen und danach des Herzogtums Pommern.
Von 1422 bis 1690 gehörten alle Rechte, Pflichten und Abgaben der Einwohner Altefährs der Stadt Stralsund. Die Kirche St. Nikolai wurde Anfang des 15. Jahrhunderts erbaut. Im Jahr 1511 verwüsteten Dänen die um Altefähr liegenden Dörfer, unter anderem den Pfarrhof in Schlavitz, woraufhin in den folgenden Jahren der Pfarrhof in Altefähr errichtet wurde. Im Dreißigjährigen Krieg wurde die Altefährer Kirche stark in Mitleidenschaft gezogen. Im weiteren Verlauf wurde im März 1630 das Dorf von schwedischen Soldaten besetzt und zur Festung „Alte Fehrschanze“ zum Schutz von Stralsund und der westlichen Einfahrt in den Strelasund umgebaut. Der 1511 neu errichtete Pfarrhof wurde abgerissen und in eine Bastion umgewandelt. Am 9. Juni 1630 eroberten die schwedischen Truppen Rügen, und die kaiserlichen Truppen zogen ab. Das Pfarrhaus wurde In der zweiten Hälfte des 17. Jahrhunderts wieder aufgebaut, und an St. Nikolai wurden umfassende Reparaturen vorgenommen.
In der 1695 erstellten schwedischen Matrikel zur ersten Volkszählung Altefährs werden 40 Männer (vorwiegend Fährmänner) genannt. Nach einer umfangreichen Sanierung der Kirche durch Pastor Magister M. C. Decenius in den 1730er und 1740er Jahren zog am 3. November 1801 ein heftiger Sturm über Altefähr, verwüstete den Pfarrhof und beschädigte den Kirchturm stark. Im August 1803 stürzte der Kirchturm ein. Während der kriegerischen Auseinandersetzungen in der napoleonischen Besatzung wurde die Altefährer Kirche 1807 zum Lazarett, der Gottesdienst wurde in die Bessiner Kapelle verlegt. Später nutzte die bayerische Kavallerie die Kirche als Pferdestall. 1808 wurde die Kirche so weit repariert, dass der Gottesdienst wieder in Altefähr stattfinden konnte. Fünf Jahre später lag in der Nähe des Hafens ein mit Schießpulver beladenes Schiff vor Anker, das nach einiger Zeit explodierte. Dabei wurden viele Häuser und die Kirche in Mitleidenschaft gezogen.
In den späten Jahren des 19. Jahrhunderts Altefähr entwickelte sich durch seine Lage immer mehr zu einem Ausflugs- und Urlaubsort für die Stralsunder. Aufgrund dessen wurden die beiden Badeanstalten errichtet. Am 5. Oktober 1936 wurde die bis heute bestehende Bahnverbindung über den Rügendamm eröffnet. Durch den ansteigenden Autoverkehr wurde ein Jahr danach der Rügendamm zur Durchfahrt eröffnet. Zum Ende des Zweiten Weltkrieges wurden alle Bürger der Gemeinde nach Dreschvitz und Gingst evakuiert. Am 1. Mai 1945 wurden die Ziegelgrabenbrücke und die Strelasundbrücke gesprengt, drei Tage später marschierten sowjetische Soldaten über Altefähr nach Rügen. Seit den 1950er Jahren erlebte Altefähr wieder einen Aufschwung, Gaststätten wurden eröffnet und auch ein Zeltplatz im Park.
In den 1990er Jahren wurden zwei neue Wohngebiete errichtet. Der Kirchturm im Dorfkern wurde neu eingedeckt. 2014 wurde der Strand komplett umgestaltet und dadurch familienfreundlicher. Neben dem Naturstrand gibt es seitdem auch eine Badetreppe und eine barrierefreie Baderampe, die das Baden für Rollstuhlfahrer erleichtert.
Im Jahr 2016 wurde Altefähr als staatliches Seebad anerkannt.

## Bevölkerung
| Jahr | Einwohner |
| ---- | --------- |
| 1990 | 1127      |
| 1995 | 1118      |
| 2000 | 1367      |
| 2005 | 1292      |
| 2010 | 1191      |
| 2015 | 1199      |

| Jahr | Einwohner |
| ---- | --------- |
| 2020 | 1275      |
| 2021 | 1277      |
| 2022 | 1290      |
| 2023 | 1290      |

Stand: 31. Dezember des jeweiligen Jahres

## Politik

### Gemeindevertretung
Die Gemeindevertretung von Altefähr besteht aus zehn Mitgliedern. Die Kommunalwahl am 9. Juni 2024 führte zu folgendem Ergebnis:
| Partei / Wählergruppe       | Stimmenanteil 2019 | Sitze 2019 |  | Stimmenanteil 2024 | Sitze 2024 |
| --------------------------- | ------------------ | ---------- |  | ------------------ | ---------- |
| Pro Seebad Altefähr         | 38,4 %             | 4          |  | 100,0 %            | 10         |
| CDU                         | 18,9 %             | 2          |  | –                  | –          |
| SPD                         | 18,1 %             | 2          |  | –                  | –          |
| Wählergemeinschaft Altefähr | 13,8 %             | 1          |  | –                  | –          |
| Bündnis 90/Die Grünen       | 10,7 %             | 1          |  | –                  | –          |
| Insgesamt                   | 100 %              | 10         |  | 100 %              | 10         |

### Bürgermeister
- seit 2019: Frank Jätschmann (SPD)

Bei der Bürgermeisterwahl am 26. Mai 2019 wurde Jätschmann mit 68,1 % der gültigen Stimmen gewählt. Am 9. Juni 2024 wurde er ohne Gegenkandidat mit 72,9 % der gültigen Stimmen in seinem Amt bestätigt. Seine Amtszeit beträgt fünf Jahre.

### Wappen
Das Wappen wurde vom Heraldiker Bernhard Nowak von der Heraldischen Gesellschaft „Schwarzer Löwe“ Leipzig 1988 gestaltet, am 27. Mai 2003 durch das Innenministerium genehmigt und unter der Nr. 278 in der Wappenrolle des Landes registriert.
Blasonierung: „In Blau ein erhöhter, fünflätziger goldener Turnierkragen, darunter ein silbernes Boot mit zwei schräg gestellten Rudern.“
In dem Hoheitszeichen soll mit dem Ruderboot sowohl der bildliche Bezug zum Gemeindenamen hergestellt als auch der mit derartigen Booten jahrhundertelang betriebene Fährbetrieb symbolisiert werden. Der Turnierkragen versinnbildlicht den Rügendamm. Mit den Bauarbeiten für den 2540 Meter langen Fahrdamm für Eisenbahn und Autos war 1933 begonnen worden. Erst durch die Eröffnung des Rügendammes im Oktober 1936 für den Eisenbahnverkehr und Pfingsten 1937 für den Autoverkehr verlor der Fährbetrieb zusehends an Bedeutung. Altefähr wurde Seebad und Naherholungsort für die Hansestadt Stralsund. Mit der Tingierung des Wappens in Blau wird auf den Strelasund verwiesen.

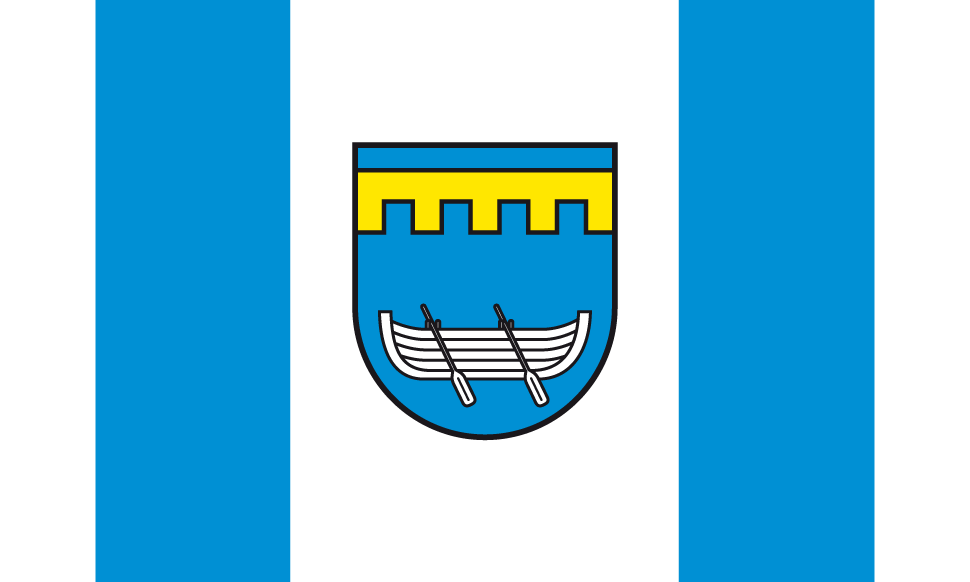
Flagge von Altefähr

### Flagge
Die Flagge der Gemeinde Altefähr ist quer zur Längsachse des Flaggentuchs von Weiß, Blau, Weiß, Blau und Weiß gestreift. Die weißen Streifen am Liek und am Flugsaum nehmen je ein Zehntel, die blauen Streifen je ein Fünftel, der weiße Mittelstreifen vier Zehntel der Länge des Flaggentuchs ein. In der Mitte des weißen Mittelstreifens liegt das Gemeindewappen, das die Hälfte der Höhe des Flaggentuchs einnimmt. Die Höhe des Flaggentuchs verhält sich zur Länge wie 3:5.

## Sehenswürdigkeiten

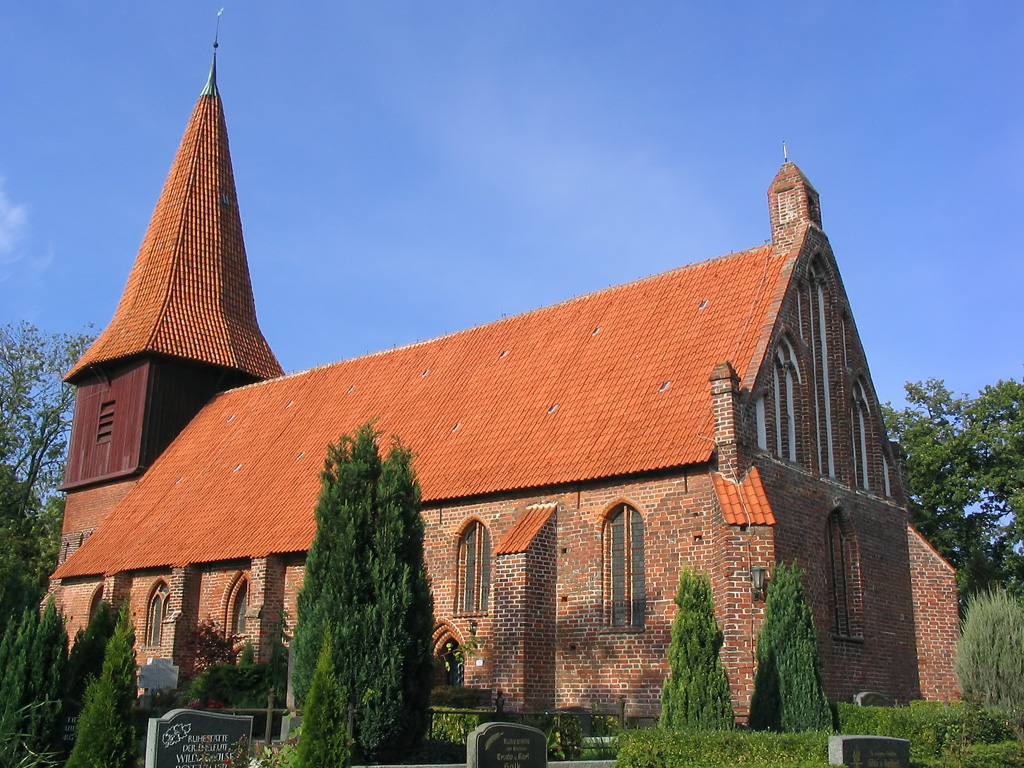
Kirche St. Nikolai

- St. Nikolai, gotische Backsteinkirche, deren älteste Teile aus dem 15. Jahrhundert stammen, mit Wandmalereien aus dem 15. Jahrhundert sowie zahlreichen Schiffsmodellen, Altaraufsatz von 1746, Orgel von Barnim Grüneberg aus dem Jahr 1913
- Strandpromenade
- Gutshaus Kransdorf, eingeschossiger, sanierter Backsteinbau vom Ende des 19. Jahrhunderts mit zweigeschossigem Mittelrisalit, Feldsteinsockel und mit Krüppelwalmdach
- Gutshaus Poppelvitz mit altem Garten, das vom 16. bis 20. Jahrhundert im Besitz der Stralsunder Kirche war, 2006 komplett restauriert und seitdem für Ferienwohnungen genutzt

→ Siehe auch: Liste der Baudenkmale in Altefähr

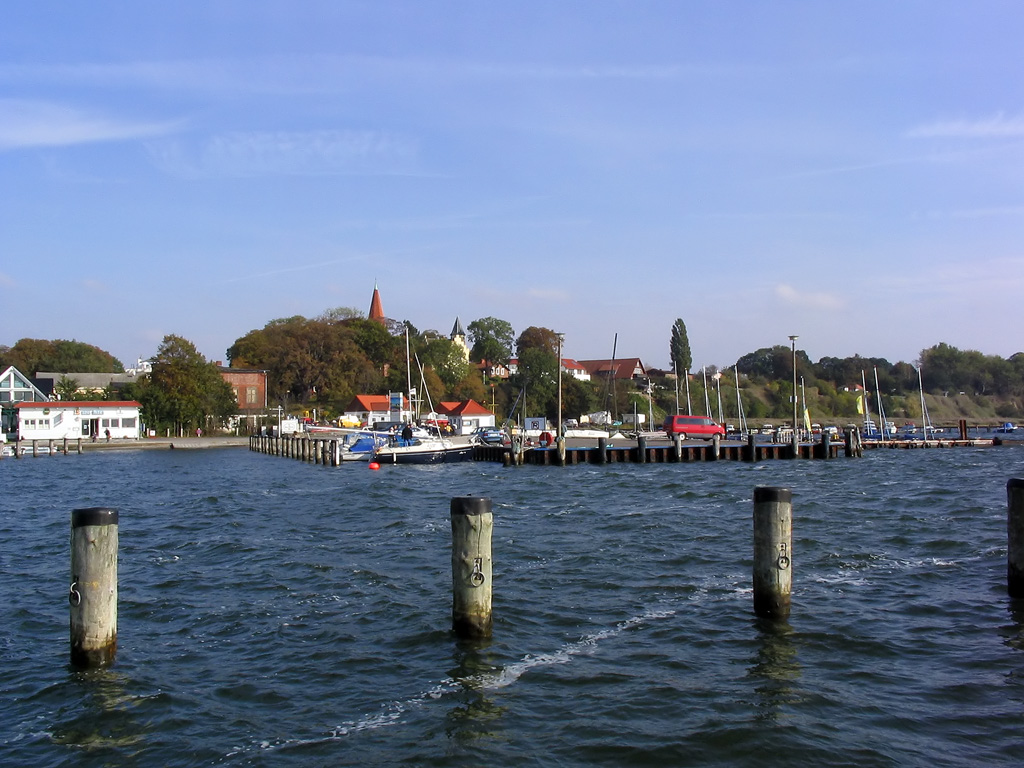
Hafen (Blickrichtung Ortsmitte)
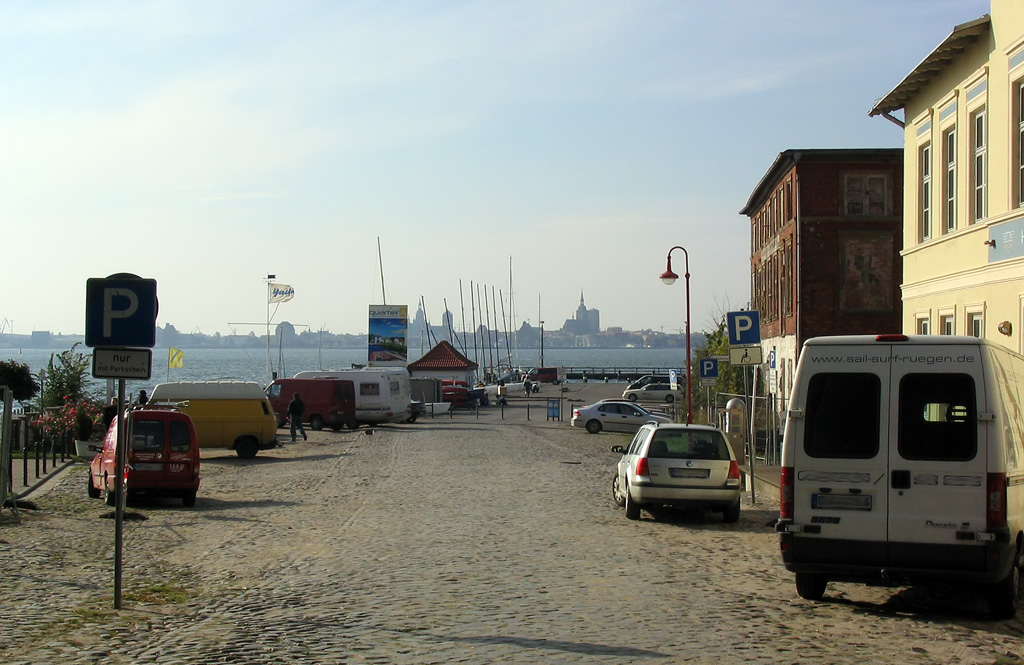
Hafen (Blickrichtung Stralsund)
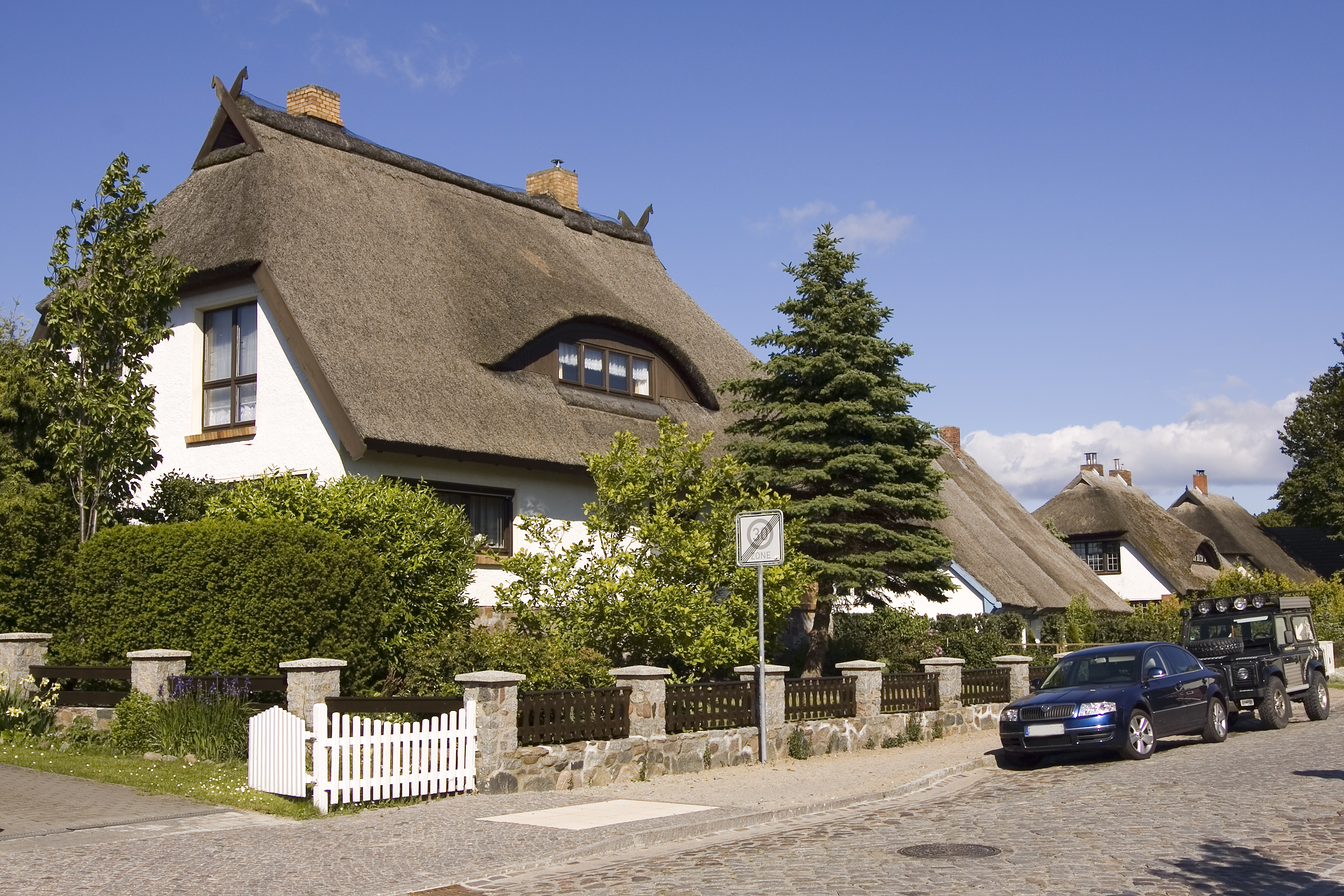
Reetdachhäuser
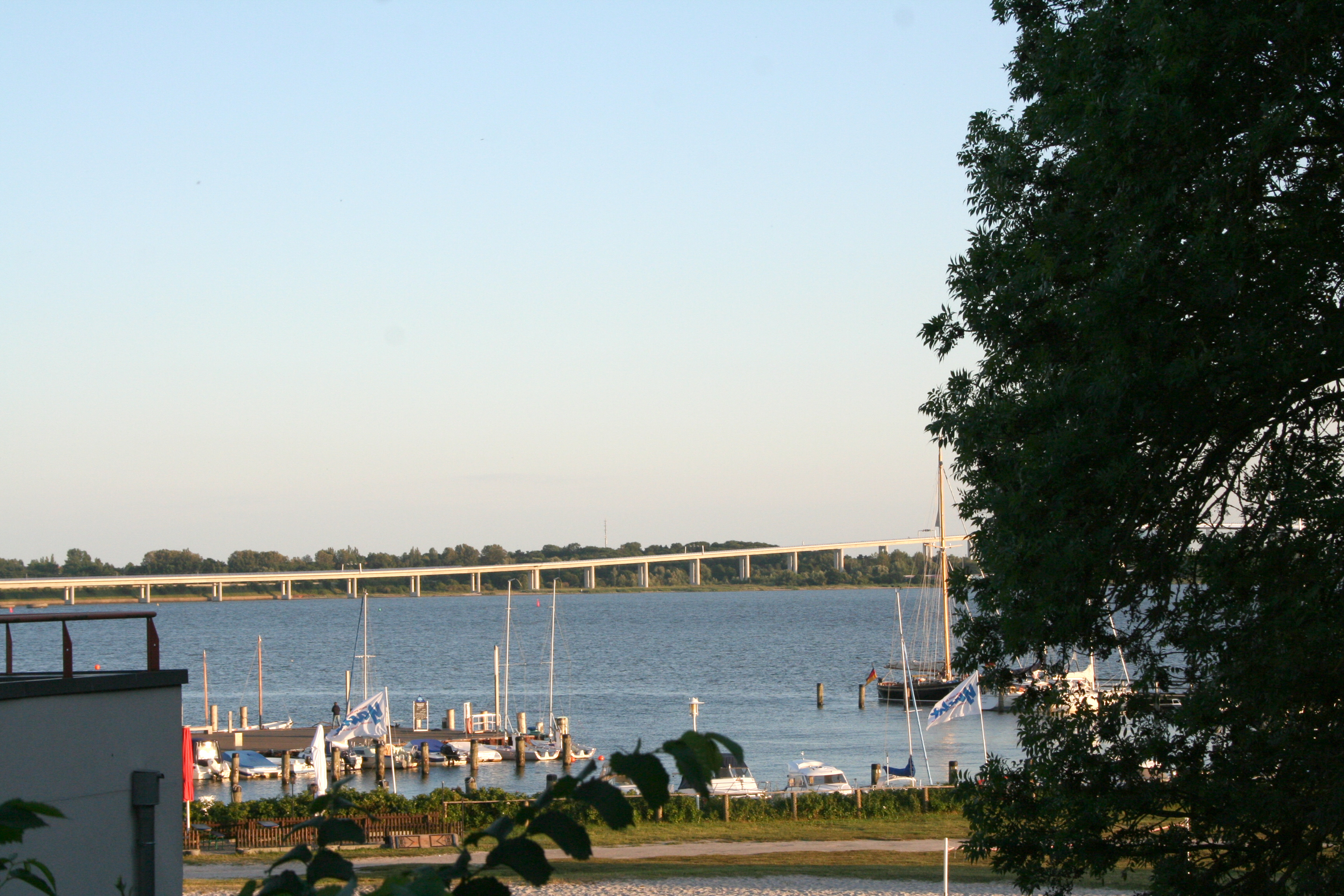
Neue Rügenbrücke, endet auf der Inselseite bei Altefähr

## Verkehr
Die Bundesstraße B 96 und die Bahnstrecke Stralsund–Sassnitz mit dem Bahnhof Altefähr verlaufen durch die Gemeinde.

## Persönlichkeiten
- Friedrich Konrad Gadebusch (1719–1788), deutsch-baltischer Historiker und Jurist, in Altefähr geboren
- Walter Köster (1903–1991), Lehrer und Schriftsteller, in Altefähr geboren
- Sandra Pixberg (* 1970), Schriftstellerin, lebt in Altefähr